# Nati il 16 agosto

## XI secolo(1)
- 1055 - Malik Shah I, sovrano († 1092)

## XIV secolo(3)
- 1355 - Filippa Plantageneta, contessa britannica († 1382)
- 1378 - Hongxi, imperatore cinese († 1425)
- 1397 - Alberto II d'Asburgo, sovrano († 1439)

## XV secolo(2)
- 1453 - Jan Standonck, religioso belga († 1504)
- 1500 - Luigi Gonzaga "Rodomonte", conte italiano († 1532)

## XVI secolo(9)
- 1534 - Andrea del Guasto, religioso italiano († 1627)
- 1544 - Urbano Monti, geografo e cartografo italiano († 1613)
- 1556 - Bartolomeo Cesi, pittore italiano († 1629)
- 1557 - Agostino Carracci, pittore e incisore italiano († 1602)
- 1565 - Cristina di Lorena, sovrana († 1636)
- 1573 - Anna d'Asburgo, sovrana († 1598)
- 1587 - Khusrau Mirza, principe indiano († 1622)
- 1592 - Wybrand de Geest I, pittore olandese († 1662)
- 1599 - Diego López Pacheco Cabrera y Bobadilla, nobile spagnolo († 1653)

## XVII secolo(17)
- 1604 - Bernardo di Sassonia-Weimar, principe tedesco († 1639)
- 1607 - Claude de Rouvroy de Saint-Simon, duca († 1693)
- 1608 - Diego de Egües y Beaumont, militare e politico spagnolo († 1664)
- 1629 - Pietro Gioffredo, storico italiano († 1692)
- 1645 - Jean de La Bruyère, scrittore e aforista francese († 1696)
- 1650 - Vincenzo Maria Coronelli, geografo, cartografo e cosmografo italiano († 1718)
- 1655 - Paolo Callalo, scultore italiano († 1725)
- 1655 - Federico Cristiano di Schaumburg-Lippe, sovrano († 1728)
- 1656 - Christian Knaut, botanico e bibliotecario tedesco († 1716)
- 1656 - Léon Potier de Gesvres, cardinale e arcivescovo cattolico francese († 1744)
- 1660 - Leopoldo Ignazio di Dietrichstein, nobile austriaco († 1708)
- 1666 - Enrichetta Amalia di Anhalt-Dessau, nobile († 1726)
- 1679 - Catharine Trotter Cockburn, filosofa, drammaturga e scrittrice inglese († 1749)
- 1682 - Luigi di Borbone-Francia, nobile francese († 1712)
- 1688 - Gaspard de Clermont-Tonnerre, nobile e militare francese († 1781)
- 1696 - Marc-Pierre de Voyer de Paulmy d'Argenson, politico francese († 1764)
- 1700 - Bonaventura Luchi, religioso e storico della filosofia italiano († 1785)

## XVIII secolo(38)
- 1702 - Roque Joaquín de Alcubierre, ingegnere e archeologo spagnolo († 1780)
- 1703 - Cornelio Caprara, cardinale italiano († 1765)
- 1703 - Domenico Moro, giurista e tipografo italiano
- 1703 - John Taylor, medico inglese († 1770)
- 1709 - Ludvig Harboe, teologo e vescovo luterano danese († 1783)
- 1718 - Jakob Emanuel Handmann, pittore svizzero († 1781)
- 1724 - Marcantonio Colonna, cardinale italiano († 1793)
- 1725 - Eliseo della Concezione, fisico e religioso italiano († 1809)
- 1738 - Virginio Bracci, scultore italiano († 1815)
- 1738 - Anton Wilhelm von L'Estocq, generale prussiano († 1815)
- 1744 - Pierre Méchain, astronomo francese († 1804)
- 1748 - Francesco Boaretti, grecista e traduttore italiano († 1799)
- 1748 - Giorgio Augusto di Meclemburgo-Strelitz, militare e nobile austriaco († 1785)
- 1748 - Louis Grignon, generale francese († 1825)
- 1750 - Cesare Brivio Sforza, VIII marchese di Santa Maria in Prato, nobile e politico italiano († 1827)
- 1750 - Emily Cecil, marchesa di Salisbury, nobile inglese († 1835)
- 1754 - Andrea Lazzari, religioso, letterato e storico italiano († 1831)
- 1761 - Evstignej Ipat'evič Fomin, compositore russo († 1800)
- 1763 - Federico Augusto di Hannover, nobile inglese († 1827)
- 1764 - Filippo Cammarano, commediografo e attore teatrale italiano († 1842)
- 1766 - Natal'ja Ivanovna Kurakina, nobildonna, compositrice e cantante russa († 1831)
- 1766 - Carolina Nairne, compositrice scozzese († 1845)
- 1770 - François-André Michaux, botanico e medico francese († 1855)
- 1772 - Élisabeth Le Bas, rivoluzionaria francese († 1859)
- 1776 - Amalie von Imhoff, scrittrice e poetessa tedesca († 1831)
- 1776 - Monaldo Leopardi, filosofo e politico italiano († 1847)
- 1776 - Philipp Jakob Riotte, compositore tedesco († 1856)
- 1778 - Sofia di Sassonia-Coburgo-Saalfeld, principessa († 1835)
- 1781 - Andrés Latorre, militare uruguaiano († 1860)
- 1782 - Giacomo Guglielmi, tenore, violinista e docente italiano († 1840)
- 1788 - Luigi Ciacchi, cardinale italiano († 1865)
- 1789 - Amos Kendall, politico statunitense († 1869)
- 1789 - Pierre-Roch Vigneron, pittore e litografo francese († 1872)
- 1794 - Jean-Henri Merle d'Aubigné, pastore protestante e storico svizzero († 1872)
- 1795 - Heinrich Marschner, compositore tedesco († 1861)
- 1796 - Frédéric de Courcy, drammaturgo, librettista e cantautore francese († 1862)
- 1796 - Francis Crozier, navigatore e esploratore irlandese
- 1798 - Mirabeau Bonaparte Lamar, politico statunitense († 1859)

## XIX secolo(149)
- 1802 - Camillo Pucci, pittore italiano († 1869)
- 1805 - Gaetano Cima, architetto italiano († 1878)
- 1806 - Théophile-Victor de Chevron Villette, politico francese († 1871)
- 1807 - Bartolomeo Legat, vescovo cattolico sloveno († 1875)
- 1808 - Pëtr Aleksandrovič Čichačëv, storico, naturalista e geografo russo († 1890)
- 1808 - Ernst Ludwig von Leutsch, filologo classico tedesco († 1887)
- 1809 - Augustus Leopold Kuper, ammiraglio britannico († 1885)
- 1811 - Giacomo Antonio Colli, vescovo cattolico italiano († 1872)
- 1811 - Emilio Pugliese, poeta, rivoluzionario e patriota italiano († 1852)
- 1813 - Giovanni Battista Borelli, politico e medico italiano († 1891)
- 1813 - Peter Warburton, esploratore britannico († 1889)
- 1815 - Giovanni Bosco, presbitero, pedagogo e educatore italiano († 1888)
- 1815 - Céline Céleste, attrice teatrale e ballerina francese († 1882)
- 1816 - Andrea Molinari, politico italiano († 1899)
- 1821 - Arthur Cayley, matematico inglese († 1895)
- 1823 - Giovanni Pianori, patriota italiano († 1855)
- 1823 - Luigi Tegas, politico e prefetto italiano († 1897)
- 1824 - Franz Alt, pittore austriaco († 1914)
- 1827 - Frances Mary Buss, educatrice britannica († 1894)
- 1828 - Raffaello Motto, marinaio e patriota italiano († 1908)
- 1830 - George MacDonnell, scacchista irlandese († 1899)
- 1830 - Harriet Morgan, illustratrice, divulgatrice scientifica e naturalista australiana († 1907)
- 1831 - Hiram Bingham II, missionario statunitense († 1908)
- 1831 - Ebenezer Cobb Morley, dirigente sportivo inglese († 1924)
- 1832 - Wilhelm Wundt, psicologo, fisiologo e filosofo tedesco († 1920)
- 1833 - Pietro Ardito, presbitero, saggista e critico letterario italiano († 1889)
- 1834 - Emmerik Acton, militare italiano († 1901)
- 1834 - Maria Sidonia di Sassonia, principessa sassone († 1862)
- 1836 - Eugen Petersen, archeologo tedesco († 1919)
- 1837 - Filippo Tranquillini, patriota e avvocato italiano († 1879)
- 1839 - William Jones, militare britannico († 1913)
- 1839 - Friedrich Ferdinand Schäfer, pittore statunitense († 1927)
- 1841 - Giuseppe Taglietti, magistrato e politico italiano († 1920)
- 1842 - Jakob Rosanes, scacchista e matematico ucraino († 1922)
- 1844 - Lawrence Dundas, I marchese di Zetland, politico, scrittore e storico britannico († 1929)
- 1845 - Wollert Konow, politico norvegese († 1924)
- 1845 - Gabriel Lippmann, fisico francese († 1921)
- 1846 - Oskar Stark, ammiraglio russo († 1928)
- 1848 - Francis Darwin, botanico britannico († 1925)
- 1848 - William Jacob Holland, paleontologo, zoologo e entomologo statunitense († 1932)
- 1848 - Vladimir Aleksandrovič Suchomlinov, generale russo († 1926)
- 1849 - Johan Kjeldahl, chimico danese († 1900)
- 1849 - Sibylle Gabrielle Riqueti de Mirabeau, nobildonna e scrittrice francese († 1932)
- 1850 - Max von Boehn, generale tedesco († 1921)
- 1851 - Gerald FitzGerald, V duca di Leinster, nobile irlandese († 1893)
- 1856 - Aparicio Saravia, politico, rivoluzionario e militare uruguaiano († 1904)
- 1857 - Julien Noël Costantin, botanico e micologo francese († 1936)
- 1857 - John Nixon, generale britannico († 1921)
- 1858 - Fred Hargreaves, calciatore inglese († 1897)
- 1859 - Anthony Fane, XIII conte di Westmorland, ufficiale britannico († 1922)
- 1859 - Maximilian von Höhn, generale tedesco († 1939)
- 1860 - Antoine Calbet, pittore e litografo francese († 1942)
- 1860 - Reinhard Frank, giurista tedesco († 1934)
- 1860 - Jules Laforgue, poeta francese († 1887)
- 1861 - Diana Coomans, pittrice belga († 1952)
- 1862 - Amos Alonzo Stagg, giocatore di football americano, cestista e allenatore di football americano statunitense († 1965)
- 1863 - Giulio Bernardini, architetto italiano († 1946)
- 1863 - Gabriel Pierné, compositore, organista e direttore d'orchestra francese († 1937)
- 1864 - Elsie Inglis, medico, chirurgo e docente scozzese († 1917)
- 1864 - Ferdinand Canning Scott Schiller, filosofo tedesco († 1937)
- 1865 - Dennis Dougherty, cardinale e arcivescovo cattolico statunitense († 1951)
- 1865 - Mary Gilmore, scrittrice, poetessa e giornalista australiana († 1962)
- 1865 - Ettore Tolomei, geografo, politico e alpinista italiano († 1952)
- 1866 - Rocco Jemma, medico italiano († 1949)
- 1868 - Josef Cumpe, compositore di scacchi boemo († 1943)
- 1868 - Georges Victor-Hugo, pittore e velista francese († 1925)
- 1868 - Luigi Scabia, medico e psichiatra italiano († 1934)
- 1869 - Léon Kauffman, politico lussemburghese († 1952)
- 1870 - Cosimo Giorgieri Contri, poeta, scrittore e drammaturgo italiano († 1943)
- 1870 - Ugo Mioni, presbitero e scrittore italiano († 1935)
- 1871 - Rina Monti, scienziata italiana († 1937)
- 1872 - Luigi Colombetti, maestro di scherma italiano († 1958)
- 1872 - Siegmund von Hausegger, compositore e direttore d'orchestra tedesco († 1948)
- 1873 - Otto Meister, ingegnere svizzero († 1937)
- 1874 - Achille Colas, ciclista su strada francese († 1954)
- 1874 - Gerhard Hessenberg, matematico tedesco († 1925)
- 1874 - Lina Waterfield, giornalista e scrittrice britannica († 1964)
- 1875 - Marshall Stedman, attore, regista e commediografo statunitense († 1943)
- 1875 - Juho Sunila, politico finlandese († 1936)
- 1876 - Aldo Bibolini, ingegnere italiano († 1949)
- 1876 - Ivan Jakovlevič Bilibin, pittore e illustratore russo († 1942)
- 1877 - Luigi Agretti, pittore e decoratore italiano († 1937)
- 1877 - Carlo Bedolini, architetto italiano († 1940)
- 1877 - Augusto Giacometti, pittore svizzero († 1947)
- 1878 - Léon Binoche, rugbista a 15 francese († 1962)
- 1878 - Italo Simon, farmacologo italiano († 1966)
- 1878 - Arthur Witty, imprenditore e calciatore spagnolo († 1969)
- 1880 - Marguerite Carré, soprano francese († 1947)
- 1880 - Waldemar Kophamel, militare tedesco († 1934)
- 1880 - Rafael Masó i Valentí, architetto spagnolo († 1935)
- 1881 - Clarence Gamble, tennista statunitense († 1952)
- 1881 - William Wadsworth Hodkinson, imprenditore statunitense († 1971)
- 1881 - Platon Michajlovič Keržencev, politico, critico d'arte e diplomatico sovietico († 1940)
- 1882 - Ambrogio Annoni, architetto e teorico dell'architettura italiano († 1954)
- 1882 - Francesco Calì, allenatore di calcio, calciatore e arbitro di calcio italiano († 1949)
- 1882 - Christian Mortensen, supercentenario danese († 1998)
- 1882 - Désiré Mérchez, nuotatore e pallanuotista francese († 1968)
- 1882 - Giorgio Rabbeno, generale italiano († 1967)
- 1883 - Joseph Verlet, calciatore francese († 1924)
- 1884 - Hugo Gernsback, inventore, editore e scrittore lussemburghese († 1967)
- 1884 - Gino Meschiari, avvocato e politico italiano († 1947)
- 1884 - Evgenij Znosko-Borovskij, scacchista, scrittore e insegnante russo († 1954)
- 1885 - Carmen Melis, soprano italiano († 1967)
- 1885 - Harold Simpkins, golfista statunitense († 1935)
- 1886 - Gian Bistolfi, librettista, regista e sceneggiatore italiano († 1962)
- 1886 - Giacomo Carabelli, arcivescovo cattolico italiano († 1932)
- 1886 - Angelo De Magistris, calciatore italiano († 1961)
- 1886 - Ángel Zárraga, pittore messicano († 1946)
- 1887 - Jules Baierlé, calciatore svizzero († 1958)
- 1888 - Dora Gabe, poetessa e scrittrice bulgara († 1983)
- 1888 - Karl Harmer, calciatore e allenatore di calcio austriaco († 1966)
- 1888 - Thomas Edward Lawrence, agente segreto, militare e archeologo britannico († 1935)
- 1889 - Joaquín Amaro, generale, politico e editore messicano († 1952)
- 1889 - Delfino Cinelli, scrittore e traduttore italiano († 1942)
- 1890 - Jane Gail, attrice statunitense († 1963)
- 1891 - Marcel Lods, architetto e urbanista francese († 1978)
- 1891 - Hazel Neason, attrice e sceneggiatrice statunitense († 1920)
- 1891 - Adelaide di Sassonia-Meiningen, principessa († 1971)
- 1891 - Astolfo de Maria, pittore italiano († 1946)
- 1892 - Sophie Braslau, contralto statunitense († 1935)
- 1892 - Hal Foster, fumettista canadese († 1982)
- 1892 - Emanuele Foà, ingegnere italiano († 1949)
- 1892 - Otto Messmer, animatore e fumettista statunitense († 1983)
- 1892 - Raymond Rognoni, attore francese († 1965)
- 1893 - Guido Vittoriano Basile, avvocato italiano († 1944)
- 1893 - Mario Fusetti, militare italiano († 1915)
- 1893 - Augusto Guerriero, magistrato, giornalista e saggista italiano († 1981)
- 1893 - Sameli Tala, mezzofondista finlandese († 1961)
- 1894 - Joseph A. Ball, inventore e fisico statunitense († 1951)
- 1894 - Alberto Roda, generale italiano († 1980)
- 1895 - Albert Cohen, scrittore svizzero († 1981)
- 1895 - W. Howard Greene, direttore della fotografia statunitense († 1956)
- 1895 - Liane Haid, attrice austriaca († 2000)
- 1895 - Lucien Littlefield, attore statunitense († 1960)
- 1896 - Norbert Brodine, direttore della fotografia statunitense († 1970)
- 1896 - Giacinto Lambiasi, astista italiano († 1974)
- 1897 - Wilhelm Gerard Burgers, chimico e fisico olandese († 1988)
- 1897 - Cynthia Hamilton, nobildonna britannica († 1972)
- 1897 - Moncho Gil, calciatore spagnolo († 1965)
- 1898 - Gregor Adlercreutz, cavaliere svedese († 1944)
- 1898 - Josef Henselmann, scultore tedesco († 1987)
- 1898 - Kurts Plade, calciatore lettone († 1945)
- 1898 - Jean Vallette d'Osia, militare e partigiano francese († 2000)
- 1898 - Dino Villani, pubblicitario, pittore e grafico italiano († 1989)
- 1899 - Loris Gizzi, attore italiano († 1986)
- 1899 - Wolfgang Krull, matematico tedesco († 1971)
- 1899 - Glenn Strange, attore statunitense († 1973)
- 1899 - Maria Wittek, militare e partigiana polacca († 1997)
- 1900 - Emilio Guano, vescovo cattolico e biblista italiano († 1970)

## XX secolo(934)
- 1901 - Robert Dufour, calciatore francese († 1933)
- 1901 - Fosco Frizzi, partigiano e politico italiano († 1951)
- 1901 - Riccardo Lombardi, politico, ingegnere e giornalista italiano († 1984)
- 1901 - Giovanni Pestarini, calciatore italiano († 1977)
- 1901 - Gyula Senkey, calciatore ungherese († 1983)
- 1902 - Evelyn Colyer, tennista britannica († 1930)
- 1902 - Girolamo Grisolia, politico italiano († 1947)
- 1902 - Georgette Heyer, scrittrice inglese († 1974)
- 1902 - Gino Ottier, calciatore italiano († 1984)
- 1902 - Jurij Nikolaevič Rerich, orientalista, linguista e etnografo russo († 1960)
- 1902 - Wallace Thurman, scrittore, saggista e giornalista statunitense († 1934)
- 1902 - Giovanni Vecchina, calciatore e allenatore di calcio italiano († 1973)
- 1903 - Giacomo Bertucci, pittore italiano († 1982)
- 1903 - August Lass, calciatore estone († 1962)
- 1903 - Joe Dundee, pugile statunitense († 1982)
- 1904 - Battista Falchi, politico italiano († 1988)
- 1904 - Minoru Genda, aviatore e generale giapponese († 1989)
- 1904 - Hans Jenny, medico svizzero († 1972)
- 1904 - Helge Liljebjörn, calciatore svedese († 1952)
- 1904 - Wendell Meredith Stanley, biochimico statunitense († 1971)
- 1905 - Narcís de Carreras, avvocato spagnolo († 1991)
- 1905 - Rita Flynn, attrice statunitense († 1973)
- 1905 - Fritz Harnest, pittore e grafico tedesco († 1999)
- 1905 - Francesco Pastura, critico musicale e compositore italiano († 1968)
- 1905 - Marian Rejewski, matematico e crittografo polacco († 1980)
- 1906 - Francesco Giuseppe II del Liechtenstein, principe liechtensteinese († 1989)
- 1906 - Edward Ochab, politico polacco († 1989)
- 1907 - Edward James, mecenate e poeta britannico († 1984)
- 1908 - George Connor, pilota automobilistico statunitense († 2001)
- 1908 - Angelo Pietro Maffezzoli, calciatore italiano
- 1908 - Michele Malaspina, attore e doppiatore italiano († 1979)
- 1908 - William Maxwell, scrittore e giornalista statunitense († 2000)
- 1909 - Bernardo Leighton, politico cileno († 1995)
- 1909 - Kurt Lischka, militare tedesco († 1989)
- 1910 - Jacinto Ciria Cruz, cestista e allenatore di pallacanestro filippino († 1944)
- 1910 - Mae Clarke, attrice statunitense († 1992)
- 1910 - Carlo Alfredo del Liechtenstein, principe liechtensteinese († 1985)
- 1911 - Skinny Johnson, cestista statunitense († 1980)
- 1911 - Ylla, fotografa ungherese († 1955)
- 1911 - Egidio Oliveri, pittore italiano († 1998)
- 1911 - Oreste Sallustro, calciatore paraguaiano
- 1911 - Ernst Friedrich Schumacher, economista, filosofo e scrittore tedesco († 1977)
- 1912 - Ted Drake, calciatore, allenatore di calcio e crickettista britannico († 1995)
- 1912 - Len Goulden, allenatore di calcio e calciatore inglese († 1995)
- 1912 - Giovanni Serbandini, politico e partigiano italiano († 1999)
- 1913 - Menachem Begin, politico israeliano († 1992)
- 1913 - Enzo Martissa, aviatore e militare italiano († 1951)
- 1913 - Dante H. Rizzetti, compositore di scacchi argentino († 1984)
- 1914 - Pavel Stepanovič Kutachov, generale e politico sovietico († 1984)
- 1914 - Robert Sadowski, calciatore rumeno
- 1915 - Gloria Blondell, attrice e doppiatrice statunitense († 1986)
- 1915 - Alfredo Cece, compositore e organista italiano († 2002)
- 1915 - Herbert Greenwald, imprenditore statunitense († 1959)
- 1915 - Lan Ma, attore cinese († 1976)
- 1915 - Ferenc Sas, calciatore ungherese († 1988)
- 1915 - Paolo Tabanelli, calciatore e allenatore di calcio italiano († 2000)
- 1916 - Federico Cortonesi, pugile italiano († 1947)
- 1916 - Alfredo Dall'Aglio, calciatore italiano († 1952)
- 1916 - Wim van der Kroft, canoista olandese († 2001)
- 1916 - Giacinto Minnocci, politico italiano († 2011)
- 1916 - Vittorio Rovelli, calciatore italiano († 1996)
- 1916 - Edythe Wright, cantante statunitense († 1965)
- 1917 - Jean Bruyas, giurista, storico e filosofo francese († 2001)
- 1917 - Robert Lisle Lindsey, biblista statunitense († 1995)
- 1918 - Juan Arredondo, cestista e allenatore di pallacanestro cileno († 2015)
- 1918 - Giuseppe Cederle, militare italiano († 1943)
- 1918 - Lennart Nelson, sollevatore svedese († 2006)
- 1918 - Ilie Oană, allenatore di calcio e calciatore rumeno († 1993)
- 1918 - Yehoshua Rozin, allenatore di pallacanestro israeliano († 2002)
- 1918 - Andrea Verrina, calciatore e allenatore di calcio italiano († 2002)
- 1918 - Mauro Zambuto, doppiatore italiano († 2011)
- 1919 - Dale Hamilton, cestista statunitense († 1994)
- 1919 - Trevor Lewis, pallanuotista britannico († 1995)
- 1919 - Jean Sincere, attrice e doppiatrice statunitense († 2013)
- 1920 - Micheline Bardin, ballerina e cantante francese († 2014)
- 1920 - Charles Bukowski, poeta e scrittore statunitense († 1994)
- 1920 - Spartaco Bulgarelli, calciatore italiano
- 1920 - Pietro Dentella, calciatore italiano
- 1920 - Piero Maronati, calciatore e allenatore di calcio italiano
- 1920 - Ronald Pope, artista e scultore inglese († 1997)
- 1920 - Edilio Tarantino, annunciatore televisivo e giornalista italiano († 2009)
- 1920 - Aurelio Verra, partigiano e scrittore italiano († 2006)
- 1921 - Tommaso Avezzano Comes, politico italiano († 1994)
- 1921 - Raimondo Luraghi, storico e partigiano italiano († 2012)
- 1921 - Matt Mattox, ballerino e coreografo statunitense († 2013)
- 1921 - Valentin Nikolaev, allenatore di calcio e calciatore sovietico († 2009)
- 1921 - Vladimir Pavlovič Orlov, politico sovietico († 1999)
- 1921 - Peter Reynolds, attore britannico († 1975)
- 1921 - Max Thurian, monaco cristiano svizzero († 1996)
- 1921 - Vladimir Čebotarёv, regista sovietico († 2010)
- 1922 - Giovanni Boano, politico italiano († 1994)
- 1922 - Ernie Freeman, pianista, organista e arrangiatore statunitense († 1981)
- 1922 - Peter Farrell, allenatore di calcio e calciatore irlandese († 1999)
- 1922 - Michael Goleniewski, ufficiale polacco († 1993)
- 1922 - Ken Keller, cestista statunitense († 1983)
- 1922 - Gene Lalley, cestista statunitense († 1972)
- 1922 - Giuseppe Vescovo, calciatore italiano
- 1922 - Marcello Zanfagna, politico italiano († 1984)
- 1923 - Kenneth Lane, canoista canadese († 2010)
- 1923 - Pierre Seel, scrittore francese († 2005)
- 1923 - Geoffrey Warnock, filosofo inglese († 1995)
- 1924 - Ralf Bendix, cantante, produttore discografico e compositore tedesco († 2014)
- 1924 - Juliusz Demel, storico polacco († 1991)
- 1924 - Philip Dowson, architetto britannico († 2014)
- 1924 - Loris Mignatti, calciatore italiano
- 1924 - Fess Parker, attore statunitense († 2010)
- 1924 - Stanisław Różewicz, regista e sceneggiatore polacco († 2008)
- 1924 - Saverio Strati, scrittore italiano († 2014)
- 1924 - Reuben Sturman, imprenditore statunitense († 1997)
- 1925 - Umberto Dall'Olmo, astrofisico italiano († 1980)
- 1925 - John Mark, velocista britannico († 1991)
- 1925 - Raúl Pérez Varela, cestista argentino
- 1925 - Mario Torti, calciatore italiano († 2006)
- 1925 - Mal Waldron, pianista e compositore statunitense († 2002)
- 1926 - Khalid Ishaq, avvocato e giurista pakistano († 2004)
- 1926 - Emil Svoboda, calciatore cecoslovacco († 2019)
- 1926 - Lew Welch, poeta statunitense
- 1927 - Lucio Andrich, pittore, incisore e scultore italiano († 2003)
- 1927 - Ivo Butini, politico italiano († 2016)
- 1927 - Luigi Fossati, giornalista italiano († 1990)
- 1927 - František Ipser, calciatore cecoslovacco († 1999)
- 1927 - Jiří Matoušek, cestista e allenatore di pallacanestro cecoslovacco († 2012)
- 1927 - Lois Nettleton, attrice statunitense († 2008)
- 1927 - Herbert Schäfer, calciatore tedesco († 1991)
- 1927 - Karl Heinz Vosgerau, attore tedesco († 2021)
- 1928 - Ann Blyth, attrice e cantante statunitense
- 1928 - Eydie Gormé, cantante statunitense († 2013)
- 1928 - George King, cestista e allenatore di pallacanestro statunitense († 2006)
- 1928 - Sheila Lerwill, ex altista britannica
- 1928 - Carl Perkins, pianista e compositore statunitense († 1958)
- 1928 - Anthony Price, scrittore britannico († 2019)
- 1928 - Levan Sanadze, velocista sovietico († 1998)
- 1928 - Ante Vulić, calciatore jugoslavo († 1993)
- 1929 - Mario Claut, calciatore italiano († 2010)
- 1929 - Bill Evans, pianista e compositore statunitense († 1980)
- 1929 - Fritz Nachmann, ex slittinista tedesco occidentale
- 1929 - Renzo Ragazzi, regista italiano († 2010)
- 1929 - Helmut Rahn, calciatore tedesco († 2003)
- 1929 - Renzo Santini, politico italiano († 2001)
- 1929 - José María Castillo Sánchez, scrittore e teologo spagnolo († 2023)
- 1929 - Fritz Von Erich, wrestler statunitense († 1997)
- 1929 - Kurt Zapf, calciatore tedesco orientale († 2010)
- 1930 - Simha Arom, etnomusicologo francese
- 1930 - Robert Culp, attore, sceneggiatore e regista statunitense († 2010)
- 1930 - Frank Gifford, giocatore di football americano statunitense († 2015)
- 1930 - Luigi Giuliano, allenatore di calcio e calciatore italiano († 1993)
- 1930 - Giuliano Gori, collezionista d'arte e imprenditore italiano († 2024)
- 1930 - Norma Icardi, ex ginnasta italiana
- 1930 - Flor Silvestre, cantante, attrice e cavallerizza messicana († 2020)
- 1930 - Leslie Manigat, politico haitiano († 2014)
- 1930 - Fulvio Papi, filosofo italiano († 2022)
- 1930 - Antonio Permunian, calciatore svizzero († 2020)
- 1930 - Tony Trabert, tennista statunitense († 2021)
- 1930 - Wolfgang Völz, attore e doppiatore tedesco († 2018)
- 1931 - Alessandro Mendini, architetto, designer e artista italiano († 2019)
- 1931 - Kakuichi Mimura, calciatore giapponese († 2022)
- 1931 - Gurnam Singh, mezzofondista e maratoneta indonesiano († 2006)
- 1932 - Fred Britton, giocatore di curling canadese († 2014)
- 1932 - Carla De Benedetti, fotografa italiana († 2013)
- 1932 - Bobby Garrett, giocatore di football americano statunitense († 1987)
- 1932 - Ruggero Lolini, compositore italiano († 2019)
- 1932 - Enrico Loranzi, calciatore italiano († 2017)
- 1932 - Christopher Okigbo, poeta nigeriano († 1967)
- 1932 - Hélène Rémy, attrice francese
- 1932 - Antonio Serena, velocista, dirigente sportivo e dermatologo italiano († 2019)
- 1932 - Nawwaf bin Abd al-Aziz Al Sa'ud, principe, politico e imprenditore saudita († 2015)
- 1933 - Riichi Arai, ex cestista giapponese
- 1933 - Judith Love Cohen, ingegnere aerospaziale, editrice e scrittrice statunitense († 2016)
- 1933 - Umberto Faini, pittore italiano
- 1933 - Reiner Kunze, scrittore e traduttore tedesco
- 1933 - Julie Newmar, attrice, ballerina e cantante statunitense
- 1933 - Stuart Roosa, astronauta statunitense († 1994)
- 1933 - Bunta Sugawara, attore giapponese († 2014)
- 1934 - Angela Buxton, tennista britannica († 2020)
- 1934 - Donnie Dunagan, attore e militare statunitense
- 1934 - Diana Wynne Jones, scrittrice inglese († 2011)
- 1934 - Douglas Kirkland, fotografo canadese († 2022)
- 1934 - Ketty Lester, cantante e attrice statunitense
- 1934 - Ludmila Lundáková, ex cestista cecoslovacca
- 1934 - Pierre Richard, attore, regista e cantante francese
- 1934 - John Standing, attore britannico
- 1934 - Daniel Stern, psichiatra e psicoanalista statunitense († 2012)
- 1934 - Germano Zaccheo, vescovo cattolico italiano († 2007)
- 1935 - Carlos Badion, cestista e allenatore di pallacanestro filippino († 2002)
- 1935 - Joaquín Carmelo Borobia Isasa, vescovo cattolico spagnolo († 2022)
- 1935 - Giuseppe Campione, politico e geografo italiano
- 1935 - Vito Carofiglio, francesista italiano († 1996)
- 1935 - Enrico Dondi, traduttore e esperantista italiano († 2011)
- 1935 - Cyril Baselios Malancharuvil, arcivescovo cattolico indiano († 2007)
- 1935 - Barbro Martinsson, ex fondista svedese
- 1935 - Enrico Pagliari, allenatore di calcio e ex calciatore italiano
- 1935 - Arnaldo Pambianco, ciclista su strada italiano († 2022)
- 1935 - Geraldine Santoro, statunitense († 1964)
- 1935 - Charlie Tyra, cestista statunitense († 2006)
- 1936 - Vladimir Bagirov, scacchista sovietico († 2000)
- 1936 - Lindsay Gaze, ex cestista e allenatore di pallacanestro australiano
- 1936 - Anita Gillette, attrice statunitense
- 1936 - Alan Hodgkinson, calciatore inglese († 2015)
- 1936 - Domenico Lucciarini, wrestler e attore italiano († 2008)
- 1936 - Marcello Pacini, politico italiano
- 1936 - Billy Roberts, musicista e paroliere statunitense († 2017)
- 1936 - Sergio Spazzali, avvocato e attivista italiano († 1994)
- 1936 - Franco Volpi, mezzofondista, siepista e allenatore di atletica leggera italiano († 2013)
- 1937 - Peter Burke, storico britannico
- 1937 - Lorraine Gary, attrice statunitense
- 1937 - Domenico Mario Nuti, economista italiano († 2020)
- 1937 - Uncle Elmer, wrestler statunitense († 1992)
- 1938 - András Balczó, ex pentatleta ungherese
- 1938 - Franco Barberi, vulcanologo e politico italiano
- 1938 - Lucila Campos, cantante peruviana († 2016)
- 1938 - Rocco Granata, cantautore e attore italiano
- 1938 - Cosimo Nocera, calciatore italiano († 2012)
- 1938 - Emmanuel Rakotovahiny, politico malgascio († 2020)
- 1938 - Shin'ichirō Sawai, regista e sceneggiatore giapponese († 2021)
- 1939 - Seán Baptist Brady, cardinale e arcivescovo cattolico irlandese
- 1939 - Armands Krauliņš, allenatore di pallacanestro lettone († 2022)
- 1939 - Marcello Melis, contrabbassista e compositore italiano († 1994)
- 1939 - Víctor Ojeda, cestista e allenatore di pallacanestro portoricano († 2024)
- 1939 - Valerij Rjumin, cosmonauta sovietico († 2022)
- 1939 - Billy Joe Shaver, cantautore, paroliere e attore statunitense († 2020)
- 1939 - Carole Shelley, attrice e doppiatrice britannica († 2018)
- 1940 - Elena Aga Rossi, storica italiana
- 1940 - Sigfrido Bellodis, bobbista italiano
- 1940 - Enrico Benedetti, hockeista su ghiaccio italiano († 1996)
- 1940 - Bruce Beresford, regista australiano
- 1940 - John Fallon, calciatore scozzese († 2025)
- 1940 - Kaj Hansen, calciatore danese († 2009)
- 1940 - Leif Mortensen, ex calciatore danese
- 1941 - Théoneste Bagosora, militare ruandese († 2021)
- 1941 - Francis Kuipers, compositore e chitarrista inglese
- 1941 - Jeremy Leven, sceneggiatore, regista e scrittore statunitense
- 1941 - Giuseppe Lombardo, politico italiano
- 1941 - Barry MacKenzie, ex hockeista su ghiaccio canadese
- 1941 - Beniamino Prior, tenore italiano
- 1941 - María Silva, attrice spagnola († 2023)
- 1941 - Ahmed al-Mirghani, politico sudanese († 2008)
- 1942 - George Eastman, attore, sceneggiatore e regista italiano
- 1942 - Dietrich Hollinderbäumer, attore tedesco
- 1942 - Les Hunter, cestista statunitense († 2020)
- 1942 - Andy Stoglin, cestista e allenatore di pallacanestro statunitense († 2024)
- 1942 - Lesley Turner, ex tennista australiana
- 1943 - Roberto Colaninno, imprenditore e dirigente d'azienda italiano († 2023)
- 1943 - Isabella Giannola, prefetta e funzionaria italiana
- 1943 - Richard Leigh, romanziere statunitense († 2007)
- 1943 - Stefano Nicolò Petris, politico italiano († 2022)
- 1943 - Shel Shapiro, cantautore, produttore discografico e attore britannico
- 1943 - Salvo Vitale, scrittore e poeta italiano
- 1943 - Dino Zardini, ex giocatore di curling italiano
- 1944 - Kevin Ayers, cantautore, chitarrista e bassista inglese († 2013)
- 1944 - Soledad Becerril, politica spagnola
- 1944 - Giordano Bellei, ex calciatore italiano
- 1944 - Giorgio Maini, politico italiano († 2024)
- 1944 - Italo Marri, politico italiano
- 1944 - James Michel, politico seychellese
- 1944 - Joaquín Rocha, ex pugile messicano
- 1944 - Dick Zimmer, politico statunitense
- 1944 - Vittorio Zucconi, giornalista e scrittore italiano († 2019)
- 1945 - Bob Balaban, attore, regista e produttore cinematografico statunitense
- 1945 - Russell Brookes, pilota di rally britannico († 2019)
- 1945 - Pedro Chappé, cestista e allenatore di pallacanestro cubano († 2003)
- 1945 - Maxwell Leroy Davis, vescovo cattolico australiano
- 1945 - Francesca De Sapio, attrice e insegnante italiana
- 1945 - Sonny Dove, cestista statunitense († 1983)
- 1945 - Suzanne Farrell, ballerina statunitense
- 1945 - Joaquín Loyo-Mayo, tennista messicano († 2014)
- 1945 - Sheila, cantante e attrice francese
- 1946 - Attila Abonyi, allenatore di calcio e calciatore ungherese († 2023)
- 1946 - Mas'ud Barzani, politico curdo
- 1946 - Ivan Conti, batterista brasiliano († 2023)
- 1946 - Rosario Di Salvo, attivista italiano († 1982)
- 1946 - David Mixner, attivista e filantropo statunitense († 2024)
- 1946 - Dick Murdoch, wrestler statunitense († 1996)
- 1946 - Marie Neumannová, ex tennista cecoslovacca
- 1946 - Sue Savage-Rumbaugh, psicologa statunitense
- 1946 - Ludwika Szymańska, ex cestista polacca
- 1946 - Sergio Tazzer, giornalista e scrittore italiano
- 1946 - Carlo Varini, direttore della fotografia svizzero († 2014)
- 1946 - Lesley Ann Warren, attrice statunitense
- 1947 - Gennadij Cygankov, hockeista su ghiaccio sovietico († 2006)
- 1947 - Ephraïm Inoni, politico camerunese
- 1947 - Carmen Longo, nuotatrice italiana († 1966)
- 1947 - Giancarlo Martini, pilota automobilistico italiano († 2013)
- 1947 - Carol Moseley Braun, politica e diplomatica statunitense
- 1947 - Giorgio Pellizzaro, calciatore e allenatore di calcio italiano († 2025)
- 1947 - Ermes Ronchi, presbitero e teologo italiano
- 1947 - Erich Walch, ex fondista italiano
- 1947 - Daishirō Yoshimura, calciatore e allenatore di calcio brasiliano († 2003)
- 1948 - Earl Blumenauer, politico e avvocato statunitense
- 1948 - Gelsomino D'Ambrosio, designer italiano († 2006)
- 1948 - Massimo Fantola, politico e ingegnere italiano
- 1948 - Gianna Forretti, cantante italiana
- 1948 - Nunzio Galantino, vescovo cattolico italiano
- 1948 - Barry Hay, cantante e musicista olandese
- 1948 - Annemarie Huber-Hotz, politica, sociologa e etnologa svizzera († 2019)
- 1948 - Jean Le Bitoux, giornalista e attivista francese († 2010)
- 1948 - Ernesto Mallo, scrittore argentino
- 1948 - Mirta Miller, attrice argentina
- 1948 - Lorenzo Righi, ex calciatore italiano
- 1948 - Amando Samo, vescovo cattolico micronesiano († 2021)
- 1948 - Renzo Stenico, ex arbitro di hockey su ghiaccio e ex hockeista su ghiaccio italiano
- 1948 - Paul Stovall, cestista statunitense († 1978)
- 1949 - Scott Asheton, batterista statunitense († 2014)
- 1949 - Klaus Ehl, ex velocista tedesco
- 1949 - Barbara Goodson, attrice e doppiatrice statunitense
- 1949 - Bob Newton, ex giocatore di football americano statunitense
- 1949 - Christos Papadimitriou, informatico greco
- 1949 - Susana Villarán, giornalista e politica peruviana
- 1950 - Hasely Crawford, ex velocista trinidadiano
- 1950 - Mirko Cvetković, economista e politico serbo
- 1950 - Cristano De Eccher, politico e insegnante italiano
- 1950 - Marshall Manesh, attore iraniano
- 1950 - Alvin Queen, batterista statunitense
- 1950 - Petra Schelm, terrorista tedesca († 1971)
- 1950 - Roberto Silvestri, giornalista e critico cinematografico italiano
- 1950 - Jack Unterweger, serial killer austriaco († 1994)
- 1951 - Eric Bibb, cantautore statunitense
- 1951 - Lorenzo Cesa, politico e dirigente d'azienda italiano
- 1951 - Saihou Sarr, ex calciatore gambiano
- 1951 - Umaru Yar'Adua, politico nigeriano († 2010)
- 1952 - Tony Douglas, ex calciatore trinidadiano
- 1952 - Carlos Gómez Casillas, calciatore messicano († 2017)
- 1952 - Dee Hoty, attrice e cantante statunitense
- 1952 - Isa Jank, attrice tedesca
- 1952 - Mario Moretti Polegato, imprenditore italiano
- 1952 - Gianna Rolandi, soprano statunitense († 2021)
- 1952 - Reginald VelJohnson, attore statunitense
- 1953 - Enrico Alleva, etologo italiano
- 1953 - Raphaël Aubert, scrittore e giornalista svizzero
- 1953 - Stuart Baxter, allenatore di calcio e ex calciatore scozzese
- 1953 - Vincent Curatola, attore statunitense
- 1953 - Kathie Lee Gifford, conduttrice televisiva, cantante e attrice statunitense
- 1953 - Georg Friedrich Haas, compositore austriaco
- 1953 - Wilfried Hartung, ex nuotatore tedesco orientale
- 1953 - José Augusto, cantante e compositore brasiliano
- 1953 - Mark Liveric, ex calciatore jugoslavo
- 1953 - David Gerard O'Connell, vescovo cattolico irlandese († 2023)
- 1953 - Caitlin O'Heaney, attrice statunitense
- 1953 - Walter Olivera, ex calciatore uruguaiano
- 1953 - Franco Peccenini, dirigente sportivo e ex calciatore italiano
- 1953 - Evelino Pidò, direttore d'orchestra italiano
- 1954 - Livia Azzariti, conduttrice televisiva, divulgatrice scientifica e medico italiana
- 1954 - Joshua Bolten, politico statunitense
- 1954 - James Cameron, regista, sceneggiatore e produttore cinematografico canadese
- 1954 - George Galloway, politico e scrittore britannico
- 1954 - Ole Kjær, ex calciatore danese
- 1954 - Benjamin Alire Sáenz, scrittore e poeta statunitense
- 1954 - Xu Yonglai, ex calciatore cinese
- 1955 - Paolo Avezzù, politico italiano
- 1955 - Mario Beccia, dirigente sportivo e ex ciclista su strada italiano
- 1955 - Alain Navillod, ex sciatore alpino francese
- 1955 - Jeff Perry, attore statunitense
- 1955 - Jostein Wilmann, ex ciclista su strada e dirigente sportivo norvegese
- 1956 - İsgəndər Aznaurov, militare azero († 1993)
- 1956 - Mirella D'Angelo, attrice italiana
- 1956 - Dominique Erbani, ex rugbista a 15 e dirigente sportivo francese
- 1956 - Patricio Hernández, allenatore di calcio e ex calciatore argentino
- 1956 - Michi Himeno, animatrice e character designer giapponese
- 1956 - Jorge Hirano, ex calciatore peruviano
- 1956 - Dale Raoul, attrice statunitense
- 1956 - Flavio Emilio Scogna, compositore e direttore d'orchestra italiano
- 1956 - Piero Stroppa, divulgatore scientifico italiano
- 1956 - Daniel Willems, ciclista su strada e dirigente sportivo belga († 2016)
- 1956 - Yin Tiesheng, allenatore di calcio e ex calciatore cinese
- 1957 - Angelo Avarello, cantautore italiano
- 1957 - Bernard Blaquart, allenatore di calcio e ex calciatore francese
- 1957 - Francesco Calogero, regista, sceneggiatore e produttore cinematografico italiano
- 1957 - James Donaldson, ex cestista statunitense
- 1957 - Mark Evans, ex canottiere canadese
- 1957 - Tim Farriss, chitarrista australiano
- 1957 - Gloria Francella, illustratrice e scrittrice italiana
- 1957 - Laura Innes, attrice e regista statunitense
- 1957 - Terje Kojedal, ex calciatore norvegese
- 1957 - Phil Murphy, politico e diplomatico statunitense
- 1957 - Mario Pirotta, ultramaratoneta italiano
- 1957 - Francesco Ruggiero, fisico italiano († 2007)
- 1957 - Angelo Tartuferi, storico dell'arte e funzionario italiano
- 1957 - Ana Urquijo Elorriaga, avvocatessa spagnola
- 1958 - Angela Bassett, attrice statunitense
- 1958 - Francesco Cantamessi, ex cestista italiano
- 1958 - Madonna, cantautrice e attrice statunitense
- 1958 - José Luis Clerc, ex tennista argentino
- 1958 - Bijan Daneshmand, attore e regista iraniano
- 1958 - Giuseppe Di Piazza, giornalista, fotografo e scrittore italiano
- 1958 - Diane Dodds, politica britannica
- 1958 - Anne L'Huillier, fisica francese
- 1958 - Mahesh Manjrekar, attore, regista e sceneggiatore indiano
- 1958 - Rocco Papaleo, attore, regista e sceneggiatore italiano
- 1958 - Steve Sem-Sandberg, scrittore e giornalista svedese
- 1958 - Peter Wisoff, ex astronauta e fisico statunitense
- 1959 - Rick Berg, politico statunitense
- 1959 - Andrea Buracchio, politico italiano
- 1959 - Alessandro De Angelis, fisico e astrofisico italiano
- 1959 - Dennis Koslowski, ex lottatore statunitense
- 1959 - Antonino Papania, politico italiano
- 1959 - Gunilla Röör, attrice e regista teatrale svedese
- 1959 - Marc Sergeant, dirigente sportivo e ex ciclista su strada belga
- 1959 - Rory White, ex cestista e allenatore di pallacanestro statunitense
- 1960 - Giorgio Airaudo, politico e sindacalista italiano
- 1960 - Rosen Barčovski, ex cestista, allenatore di pallacanestro e dirigente sportivo bulgaro
- 1960 - Stuart Beedie, ex calciatore scozzese
- 1960 - Éric Caritoux, ex ciclista su strada francese
- 1960 - David Dhawan, regista indiano
- 1960 - Flood, produttore discografico inglese
- 1960 - Carl Henry, ex cestista statunitense
- 1960 - Egon Hirt, allenatore di sci alpino e ex sciatore alpino tedesco
- 1960 - Timothy Hutton, attore statunitense
- 1960 - Frediano Manzi, attivista italiano
- 1960 - Pam Marshall, ex velocista statunitense
- 1960 - Gabriel Milovich, ex cestista argentino
- 1960 - Leonid Fëdorovič Toptunov, ingegnere sovietico († 1986)
- 1960 - Franz Welser-Möst, direttore d'orchestra austriaco
- 1960 - Rosa Zafferani, politica e funzionaria sammarinese
- 1961 - Robert Ameerali, politico surinamese
- 1961 - Alessandro Bonesso, dirigente sportivo e ex calciatore italiano
- 1961 - Elpidia Carrillo, attrice messicana
- 1961 - Giorgio Costantini, musicista, compositore e pianista italiano
- 1961 - Santo Rocco Gangemi, arcivescovo cattolico italiano
- 1961 - Rodney Harmon, ex tennista statunitense
- 1961 - Ghanim Oraibi, ex calciatore iracheno
- 1961 - Kang Deuk-soo, ex calciatore sudcoreano
- 1961 - Noam Murro, regista israeliano
- 1961 - Gunnar Neuriesser, ex sciatore alpino svedese
- 1961 - Christian Okoye, ex giocatore di football americano nigeriano
- 1961 - Ivan Pudar, ex calciatore croato
- 1961 - Saskia Reeves, attrice britannica
- 1961 - Stew, musicista, compositore e librettista statunitense
- 1961 - Urara Takano, attrice e doppiatrice giapponese
- 1962 - Christian Cameron, scrittore canadese
- 1962 - Robin Campillo, regista, sceneggiatore e montatore francese
- 1962 - Steve Carell, attore, comico e sceneggiatore statunitense
- 1962 - Hussein Farrah Aidid, politico e militare somalo
- 1962 - Domenico Giani, poliziotto e militare italiano
- 1962 - Bill Martin, ex cestista statunitense
- 1962 - Geovanny Mera, ex calciatore ecuadoriano
- 1962 - Grégoire de Mevius, pilota di rally belga
- 1963 - Don Bacon, politico statunitense
- 1963 - Hans Brandtun, dirigente sportivo e ex calciatore norvegese
- 1963 - Kalusha Bwalya, ex calciatore e allenatore di calcio zambiano
- 1963 - Alessandra Casella, attrice e conduttrice televisiva italiana
- 1963 - Christine Cavanaugh, attrice e doppiatrice statunitense († 2014)
- 1963 - Jennifer Donnelly, scrittrice statunitense
- 1963 - Andreas Dresen, regista e sceneggiatore tedesco
- 1963 - Adick Koot, allenatore di calcio e ex calciatore olandese
- 1963 - Carmelo Micciche, ex calciatore francese
- 1963 - Larry Nassar, criminale statunitense
- 1963 - Jelle Nijdam, ex ciclista su strada e pistard olandese
- 1963 - Liz Pichon, scrittrice e illustratrice britannica
- 1963 - Aloísio Pires Alves, ex calciatore e allenatore di calcio brasiliano
- 1963 - Enzo Salvi, attore, cabarettista e comico italiano
- 1963 - Alberto Torazzi, politico italiano
- 1964 - Jimmy Arias, ex tennista statunitense
- 1964 - Šarūnas Bartas, regista e produttore cinematografico lituano
- 1964 - Virman Cusenza, giornalista e dirigente d'azienda italiano
- 1964 - Franca Giansoldati, giornalista e scrittrice italiana
- 1964 - Panagiotis Kontaxakis, ex altista greco
- 1964 - Matt Lukin, bassista statunitense
- 1964 - Maria Domenica Melone, religiosa e teologa italiana
- 1964 - Simon Mills, ex calciatore inglese
- 1964 - Nigel Redman, ex rugbista a 15 e allenatore di rugby britannico
- 1964 - Barry Venison, allenatore di calcio e ex calciatore inglese
- 1965 - Berardino Capocchiano, ex calciatore italiano
- 1965 - Choi Young-jun, allenatore di calcio e ex calciatore sudcoreano
- 1965 - Agnese Gallicchio, politica italiana
- 1965 - Chris Logan, cantante e compositore statunitense
- 1965 - Eric van der Luer, ex calciatore olandese
- 1965 - Alberto Molonia, attore italiano
- 1965 - Alfredo Passarelli, ex cestista italiano
- 1965 - Ivan Scalfarotto, attivista e politico italiano
- 1965 - Jari Sillanpää, cantante finlandese
- 1965 - Tamara Sivakova, atleta paralimpica bielorussa
- 1965 - Paul Williams, ex calciatore inglese
- 1966 - Doug Collins, politico statunitense
- 1966 - Stefano Delacroix, cantautore e scrittore italiano
- 1966 - Joachim Drevs, medico tedesco
- 1966 - Alberto Martínez, ex cestista messicano
- 1966 - Nina Pajanti-Raudus, ex cestista finlandese
- 1966 - Marc Penders, ex giocatore di calcio a 5 belga
- 1966 - Vittorio Pezzuto, giornalista, scrittore e politico italiano
- 1966 - Philip Shouse, chitarrista e compositore statunitense
- 1966 - Tim Williams, attore statunitense
- 1967 - Matteo Alemanno, fumettista italiano
- 1967 - Clovis Cornillac, attore e regista francese
- 1967 - Johnathan Edwards, ex cestista statunitense
- 1967 - Donovan Leitch, attore e cantante britannico
- 1967 - Mike Morrison, ex cestista statunitense
- 1967 - Jarkko Oikarinen, informatico finlandese
- 1967 - Roberto Rosso, politico italiano
- 1967 - Mopreme Shakur, rapper statunitense
- 1967 - Ulla Weigerstorfer, modella, attrice e conduttrice televisiva austriaca
- 1967 - Cajsa Stina Åkerström, cantante e scrittrice svedese
- 1968 - Emanuele Cani, politico italiano
- 1968 - Dmitrij Charin, ex calciatore sovietico
- 1968 - Jodi Evans, ex cestista canadese
- 1968 - Andrea Ferrante, compositore italiano
- 1968 - Arnaldo Ferreira, ex giocatore di calcio a 5 brasiliano
- 1968 - Caroline Grothgar, attrice austriaca
- 1968 - Slaviša Jokanović, allenatore di calcio e ex calciatore serbo
- 1968 - Mateja Svet, ex sciatrice alpina slovena
- 1968 - Wolfgang Tillmans, fotografo tedesco
- 1969 - Ben Coates, ex giocatore di football americano statunitense
- 1969 - Andrea Ferrazzi, politico e autore televisivo italiano
- 1969 - Kate Higgins, doppiatrice, cantante e pianista statunitense
- 1969 - Ihor Korobčyns'kyj, ex ginnasta ucraino
- 1969 - Andy Milder, attore statunitense
- 1969 - Yvan Muller, pilota automobilistico francese
- 1969 - Sergio Romagnoli, politico italiano
- 1969 - Stanislav Suchina, ex arbitro di calcio russo
- 1969 - Valentina Turisini, tiratrice a segno italiana
- 1970 - Saif Ali Khan, attore indiano
- 1970 - Sergio Bergamelli, ex sciatore alpino italiano
- 1970 - Caron Bernstein, modella, attrice e cantante sudafricana
- 1970 - Raouf Bouzaiene, ex calciatore tunisino
- 1970 - Fabio Casartelli, ciclista su strada italiano († 1995)
- 1970 - Fernando Cristóbal, pilota motociclistico spagnolo
- 1970 - Silvio Franceschelli, politico italiano
- 1970 - Dena Head, ex cestista e allenatrice di pallacanestro statunitense
- 1970 - Manisha Koirala, attrice e produttrice cinematografica indiana
- 1970 - Art Langeler, allenatore di calcio olandese
- 1970 - Erez Lev Ari, cantautore israeliano
- 1970 - Mauricio Pozo, ex calciatore cileno
- 1970 - Killah Priest, rapper statunitense
- 1970 - Eliécer Rojas, ex cestista cubano
- 1970 - Lionel Rouxel, allenatore di calcio e ex calciatore francese
- 1970 - Christopher Smith, regista e sceneggiatore britannico
- 1970 - Eric Swann, ex giocatore di football americano statunitense
- 1971 - Matthew Bingley, ex calciatore australiano
- 1971 - Patrick Bühlmann, allenatore di calcio e ex calciatore svizzero
- 1971 - Andrea Di Cintio, allenatore di calcio e ex calciatore italiano
- 1971 - Rulon Gardner, ex lottatore statunitense
- 1971 - Leonel Herrera Silva, ex calciatore cileno
- 1971 - Stefan Klos, ex calciatore tedesco
- 1971 - Fredrik Kuoppa, ex biatleta svedese
- 1971 - Arnaud Prétot, ex ciclista su strada francese
- 1971 - Rafael Quesada, ex calciatore peruviano
- 1971 - Matthias Rusterholz, ex velocista svizzero
- 1971 - Gabriel Schürrer, allenatore di calcio e ex calciatore argentino
- 1971 - Tarek Thabet, allenatore di calcio e ex calciatore tunisino
- 1971 - Knut Tørum, allenatore di calcio e ex calciatore norvegese
- 1971 - Adrian Williams, allenatore di calcio e ex calciatore inglese
- 1971 - Jason Withe, allenatore di calcio e ex calciatore inglese
- 1972 - Ali Al Thani, ex calciatore bahreinita
- 1972 - Frankie Boyle, comico e sceneggiatore scozzese
- 1972 - Giovanni Dall'Igna, allenatore di calcio e ex calciatore italiano
- 1972 - James Dalton, ex rugbista a 15 sudafricano
- 1972 - Gianluca Ferrara, politico italiano
- 1972 - Stan Lazaridis, ex calciatore australiano
- 1972 - Sjarhej Laŭrenaŭ, ex sollevatore bielorusso
- 1972 - Andrea Ortis, attore e regista italiano
- 1972 - Emily Robison, musicista statunitense
- 1972 - Paul Sun-Hyung Lee, attore e conduttore televisivo sudcoreano
- 1973 - Ana Galindo, ex sciatrice alpina spagnola
- 1973 - Krzysztof Kołomański, ex canoista polacco
- 1973 - Markus Oberleitner, ex calciatore tedesco
- 1973 - Børge Rannestad, ex calciatore norvegese
- 1973 - Milan Rapaić, ex calciatore croato
- 1973 - Sandrine Soubeyrand, allenatrice di calcio e ex calciatrice francese
- 1973 - Tico-Tico, ex calciatore mozambicano
- 1973 - Osamu Umeyama, ex calciatore giapponese
- 1974 - Hussein Al-Masaari, ex calciatore saudita
- 1974 - Charli Baltimore, rapper statunitense
- 1974 - Shivnarine Chanderpaul, crickettista guyanese
- 1974 - Didier Cuche, ex sciatore alpino svizzero
- 1974 - Krisztina Egerszegi, ex nuotatrice ungherese
- 1974 - Tomasz Frankowski, politico e ex calciatore polacco
- 1974 - Emiliano Gallione, dirigente sportivo e ex arbitro di calcio italiano
- 1974 - Frédéric Herpoel, ex calciatore belga
- 1974 - Vincent Hognon, allenatore di calcio e ex calciatore francese
- 1974 - Iván Hurtado, ex calciatore ecuadoriano
- 1974 - Nikola Kuljača, pallanuotista serbo
- 1974 - Ryan Longwell, ex giocatore di football americano statunitense
- 1974 - Raimkul' Malachbekov, ex pugile russo
- 1974 - Arnulfo Valentierra, ex calciatore colombiano
- 1975 - Didier Agathe, ex calciatore francese
- 1975 - Left Side, rapper italiano
- 1975 - Andrea Bajani, scrittore italiano
- 1975 - Imants Bleidelis, ex calciatore lettone
- 1975 - Caio Ribeiro Decoussau, ex calciatore brasiliano
- 1975 - Taika Waititi, regista, sceneggiatore e attore neozelandese
- 1975 - Bruno Irles, allenatore di calcio e ex calciatore francese
- 1975 - Jonatan Johansson, allenatore di calcio e ex calciatore finlandese
- 1975 - Magic, rapper statunitense († 2013)
- 1975 - Christián Patiño, ex calciatore messicano
- 1975 - Lori Rom, attrice statunitense
- 1975 - Cyril Saulnier, ex tennista francese
- 1975 - George Stults, attore statunitense
- 1975 - Stein Hendrik Tuff, ex saltatore con gli sci norvegese
- 1975 - Yan Sen, tennistavolista cinese
- 1975 - Tania Zamparo, conduttrice televisiva italiana
- 1976 - Brendan Cowell, attore e sceneggiatore australiano
- 1976 - Nuria Fernández, mezzofondista spagnola
- 1976 - Leah Haywood, cantautrice australiana
- 1976 - Aslan Iraskhanov, poliziotto e politico russo
- 1977 - Alberto Borregan, allenatore di hockey su pista e ex hockeista su pista spagnolo
- 1977 - Anthony Braizat, allenatore di calcio e ex calciatore francese
- 1977 - Steven Bryce, ex calciatore costaricano
- 1977 - Ilir Dibra, allenatore di calcio e ex calciatore albanese
- 1977 - Yū Hoshide, allenatore di calcio e ex calciatore giapponese
- 1977 - Pavel Královec, ex arbitro di calcio ceco
- 1977 - Irene Manzi, politica italiana
- 1977 - Ricky Nebbett, rugbista a 15 britannico
- 1977 - Massimiliano Randino, militare italiano († 2009)
- 1977 - Adil Şükürov, allenatore di calcio e ex calciatore azero
- 1977 - Kasey Wehrman, allenatore di calcio e ex calciatore australiano
- 1977 - Xu Nannan, ex sciatrice freestyle cinese
- 1978 - Elina Danielyan, scacchista armena
- 1978 - Olivier Dussopt, politico francese
- 1978 - Manuela Friz, allenatrice di hockey su ghiaccio e ex hockeista su ghiaccio italiana
- 1978 - Fu Mingxia, ex tuffatrice cinese
- 1978 - Eddie Gill, ex cestista statunitense
- 1978 - Marco Innocenti, tiratore a volo italiano
- 1978 - Antimo Martino, allenatore di pallacanestro italiano
- 1978 - Carlo Missidenti, tecnico del suono italiano
- 1978 - Nessbeal, rapper francese
- 1979 - Donny de Groot, ex calciatore olandese
- 1979 - Kim Gyu-ri, attrice sudcoreana
- 1979 - Sérgio Leite, ex calciatore portoghese
- 1979 - Stevan Nađfeji, ex cestista e allenatore di pallacanestro serbo
- 1979 - Ramiz Suljanović, ex cestista bosniaco
- 1979 - Tory Walker, ex cestista statunitense
- 1979 - Sergio del Molino, scrittore spagnolo
- 1980 - Julien Absalon, ex mountain biker e ciclocrossista francese
- 1980 - Vanessa Carlton, cantautrice e pianista statunitense
- 1980 - César Carranza, ex calciatore argentino
- 1980 - Andrés Carrillo, schermidore cubano
- 1980 - Emerson Ramos Borges, calciatore brasiliano
- 1980 - Saoud Fath, ex calciatore qatariota
- 1980 - Bolívar, allenatore di calcio e ex calciatore brasiliano
- 1980 - Nicky Hayen, allenatore di calcio e ex calciatore belga
- 1980 - Denise Karbon, ex sciatrice alpina italiana
- 1980 - Fernando Maciel Gonçalves, allenatore di calcio a 5 e ex giocatore di calcio a 5 brasiliano
- 1980 - Franco Negrè, rapper italiano
- 1980 - Travis Parrott, ex tennista statunitense
- 1980 - Eldad Regev, militare israeliano († 2006)
- 1980 - Alan Mario Sant, arbitro di calcio maltese
- 1980 - Christina Sawaya, modella libanese
- 1980 - Radhouane Slimane, cestista tunisino
- 1980 - Kevin Williams, ex giocatore di football americano statunitense
- 1981 - Guillermo Farré, allenatore di calcio e ex calciatore argentino
- 1981 - Denis Gremelmayr, ex tennista tedesco
- 1981 - Laura Imai Messina, scrittrice italiana
- 1981 - Lee Jung-youl, ex calciatore sudcoreano
- 1981 - Taylor Rain, ex attrice pornografica e regista statunitense
- 1981 - Leevan Sands, triplista bahamense
- 1981 - Roque Santa Cruz, calciatore paraguaiano
- 1982 - Eder Baù, calciatore italiano
- 1982 - Jonathan Bouck, attore canadese
- 1982 - Marta Čakić, ex cestista croata
- 1982 - Edoardo Catinali, calciatore italiano
- 1982 - Ekaterina Demagina, ex cestista russa
- 1982 - Cam Gigandet, attore statunitense
- 1982 - Mynor González, ex calciatore guatemalteco
- 1982 - Todd Haberkorn, doppiatore statunitense
- 1982 - Keri Herman, ex sciatrice freestyle statunitense
- 1982 - Petr Koukal, hockeista su ghiaccio ceco
- 1982 - Joleon Lescott, allenatore di calcio e ex calciatore inglese
- 1982 - Franklin López, ex calciatore nicaraguense
- 1982 - Stefan Maierhofer, allenatore di calcio e ex calciatore austriaco
- 1982 - Nino Pekarić, ex calciatore serbo
- 1982 - Elena Riccardi, ex cestista italiana
- 1982 - Viktor Rönneklev, ex calciatore svedese
- 1982 - Teodor Salparov, pallavolista bulgaro
- 1982 - Julia Schruff, ex tennista tedesca
- 1982 - Ljubov' Volosova, lottatrice russa
- 1983 - Ahmad Saad Al-Rashidi, calciatore kuwaitiano
- 1983 - Colt Brennan, giocatore di football americano statunitense († 2021)
- 1983 - Dominik García-Lorido, attrice statunitense
- 1983 - Rianne Guichelaar, pallanuotista olandese
- 1983 - Vadim Krasnoslobodcev, hockeista su ghiaccio kazako
- 1983 - Dante López, ex calciatore paraguaiano
- 1983 - Valeria Luiselli, scrittrice e saggista messicana
- 1983 - Stevel Marc, attore e scrittore giamaicano
- 1983 - Antoine Mendy, ex cestista francese
- 1983 - Krystyna Pałka, ex biatleta polacca
- 1983 - Fabrice Piemontesi, ex ciclista su strada italiano
- 1983 - Nikos Zīsīs, ex cestista greco
- 1984 - Matteo Anesi, pattinatore di velocità su ghiaccio italiano
- 1984 - Delphine Atangana, ex velocista camerunese
- 1984 - Candice Dupree, ex cestista statunitense
- 1984 - Adrián Lucero, ex calciatore argentino
- 1984 - Harutyun Merdinyan, ginnasta armeno
- 1984 - Kelly Rulon, pallanuotista statunitense
- 1984 - Konstantin Vassiljev, ex calciatore estone
- 1984 - Iván Vélez, ex calciatore colombiano
- 1984 - Gary Warren, calciatore inglese
- 1985 - Fahad Al-Mirdasi, ex arbitro di calcio saudita
- 1985 - Godfrey Armel, ex calciatore seychellese
- 1985 - Paolo Bacchini, pattinatore artistico su ghiaccio italiano
- 1985 - Agnes Bruckner, attrice statunitense
- 1985 - Arden Cho, attrice, modella e cantante statunitense
- 1985 - Guido De Philippis, matematico italiano
- 1985 - Kim Yo-han, pallavolista sudcoreano
- 1985 - Franco Lepore, calciatore italiano
- 1985 - Cristin Milioti, attrice e cantante statunitense
- 1985 - Hélio Hermito Zampier Neto, dirigente sportivo, allenatore di calcio e ex calciatore brasiliano
- 1985 - Chase Oliver, attivista e politico statunitense
- 1985 - Alessia Paoloni, nuotatrice italiana
- 1985 - Guy Ramos, calciatore olandese
- 1985 - Song Liwei, ex cestista cinese
- 1985 - Gretta Taslakian, ex velocista libanese
- 1986 - Felicity Abram, triatleta australiana
- 1986 - Bian Lan, ex cestista cinese
- 1986 - Big Cass, wrestler statunitense
- 1986 - Ted-Jan Bloemen, pattinatore di velocità su ghiaccio olandese
- 1986 - Petra Chocová, nuotatrice ceca
- 1986 - Leslie Clio, cantautrice e produttrice discografica tedesca
- 1986 - Yū Darvish, giocatore di baseball giapponese
- 1986 - Semir Hadžibulić, ex calciatore serbo
- 1986 - Borislav Jovanović, ex calciatore serbo
- 1986 - Martín Maldonado, giocatore di baseball portoricano
- 1986 - Elisa Nájera, modella messicana
- 1986 - Sarah Pavan, pallavolista e giocatrice di beach volley canadese
- 1986 - Christian Poser, bobbista tedesco
- 1986 - Shawn Pyfrom, attore statunitense
- 1986 - Joren Seldeslachts, attore belga
- 1986 - Camilla Semino Favro, attrice italiana
- 1986 - Ashton Shepherd, cantante statunitense
- 1987 - Heiðar Júlíusson, allenatore di calcio e ex calciatore islandese
- 1987 - Eri Kitamura, doppiatrice e cantante giapponese
- 1987 - Denys Olijnyk, ex calciatore ucraino
- 1987 - Okieriete Onaodowan, attore e cantante statunitense
- 1987 - Conor Powell, calciatore irlandese
- 1987 - Carey Price, hockeista su ghiaccio canadese
- 1987 - Katelin Snyder, canottiera statunitense
- 1987 - Tian Pengfei, giocatore di snooker cinese
- 1987 - Zoran Vrkić, cestista croato
- 1987 - Kenan Özer, calciatore turco
- 1988 - Mohsin Al-Khaldi, calciatore omanita
- 1988 - Vincenzo Devany, allenatore di pallavolo e ex pallavolista statunitense
- 1988 - Claudio Di Biagio, regista televisivo, youtuber e conduttore radiofonico italiano
- 1988 - Paulo Miranda, calciatore brasiliano
- 1988 - Yannick Guerra, pilota motociclistico spagnolo
- 1988 - David Habarugira, calciatore burundese
- 1988 - Ryan Kerrigan, giocatore di football americano statunitense
- 1988 - Marcelo Larrondo, ex calciatore argentino
- 1988 - Javier Matilla, calciatore spagnolo
- 1988 - Rony Martínez, calciatore honduregno
- 1988 - Marco Monaldi, arbitro di calcio italiano
- 1988 - Daniele Perenzoni, arbitro di calcio italiano
- 1988 - Christophe Pourcel, pilota motociclistico francese
- 1988 - Lucian Răduță, ex calciatore rumeno
- 1988 - Claudio Riaño, ex calciatore argentino
- 1988 - Kevin Schmidt, attore, regista e produttore televisivo statunitense
- 1988 - John Clarence Stewart, attore e cantante statunitense
- 1988 - Lars Ulvik Martinsen, giocatore di calcio a 5 e calciatore norvegese
- 1988 - Rumer Willis, attrice e cantante statunitense
- 1988 - Parker Young, attore e modello statunitense
- 1989 - Cedric Alexander, wrestler statunitense
- 1989 - Mauro Boerchio, ex calciatore italiano
- 1989 - Antonio Di Gaudio, calciatore italiano
- 1989 - Khamis Esmaeel, calciatore emiratino
- 1989 - Eric Franke, bobbista e ex velocista tedesco
- 1989 - Cameron Gliddon, ex cestista e allenatore di pallacanestro australiano
- 1989 - Anel Hadžić, ex calciatore bosniaco
- 1989 - Taleh Məmmədov, lottatore azero
- 1989 - Vitalij Markiv, militare ucraino
- 1989 - Miloš Nikolić, ex calciatore serbo
- 1989 - Katarzyna Pawłowska, ex pistard e ciclista su strada polacca
- 1989 - Allan Preston, allenatore di calcio e ex calciatore scozzese
- 1989 - Riku Riski, calciatore finlandese
- 1989 - Moussa Sissoko, calciatore francese
- 1989 - Tecia Torres, artista marziale misto statunitense
- 1989 - Wang Hao, marciatore cinese
- 1989 - Adam Zika, ex sciatore alpino ceco
- 1990 - Tolgay Arslan, calciatore tedesco
- 1990 - David Burrito, giocatore di calcio a 5 spagnolo
- 1990 - Stefan Cicmil, ex calciatore montenegrino
- 1990 - Maurice Creek, cestista statunitense
- 1990 - Abel Gigli, calciatore italiano
- 1990 - Briana Gilbreath, ex cestista statunitense
- 1990 - Travis Hamonic, hockeista su ghiaccio canadese
- 1990 - Magali Harvey, rugbista a 15 e allenatrice di rugby a 15 canadese
- 1990 - MamboLosco, rapper italiano
- 1990 - Filip Kljajić, calciatore serbo
- 1990 - Shay, rapper belga
- 1990 - Marta Menegatti, giocatrice di beach volley italiana
- 1990 - Holly Michaels, ex attrice pornografica statunitense
- 1990 - Jessica Moore, tennista australiana
- 1990 - Godfrey Oboabona, ex calciatore nigeriano
- 1990 - Ri Myong-jun, calciatore nordcoreano
- 1990 - Hermenegildo Santos, cestista angolano
- 1990 - Rina Sawayama, cantautrice, modella e attrice giapponese
- 1990 - Daniel Schmidt, cestista tedesco
- 1990 - Kōki Uchiyama, attore e doppiatore giapponese
- 1990 - Wu Jinyan, attrice cinese
- 1991 - A.J. Bouye, giocatore di football americano statunitense
- 1991 - José Eduardo de Araújo, calciatore brasiliano
- 1991 - Kyle Emanuel, giocatore di football americano statunitense
- 1991 - Benjamin Fischer, politico svizzero
- 1991 - Greg Garza, ex calciatore statunitense
- 1991 - Anna Gasser, snowboarder austriaca
- 1991 - Radosław Kawęcki, nuotatore polacco
- 1991 - Sarah-Jeanne Labrosse, attrice canadese
- 1991 - Bia, rapper e cantante statunitense
- 1991 - Diletta Leotta, conduttrice televisiva, conduttrice radiofonica e giornalista italiana
- 1991 - Evanna Lynch, attrice irlandese
- 1991 - Giulia Mazzocchi, ex hockeista su ghiaccio italiana
- 1991 - Jure Pantar, taekwondoka sloveno
- 1991 - Roope Riski, calciatore finlandese
- 1991 - Erik Schouten, calciatore olandese
- 1991 - G.E.M., cantautrice e musicista hongkonghese
- 1991 - Susanne Weinbuchner, ex sciatrice alpina tedesca
- 1991 - Young Thug, rapper statunitense
- 1992 - Ventura Alvarado, calciatore statunitense
- 1992 - Quentin Fillon Maillet, biatleta francese
- 1992 - Rokas Giedraitis, cestista lituano
- 1992 - Adi Gotlieb, ex calciatore israeliano
- 1992 - Stefanie van der Gragt, ex calciatrice olandese
- 1992 - He Min, tuffatore cinese
- 1992 - Nicolás Kicker, tennista argentino
- 1992 - Thomas Krol, pattinatore di velocità su ghiaccio olandese
- 1992 - Théo Léon, cestista francese
- 1992 - Piotr Lisek, astista polacco
- 1992 - Ronaldo Mendes, calciatore brasiliano
- 1992 - Pierre Pelos, cestista francese
- 1992 - Maxime Poundjé, calciatore francese
- 1992 - Enzo Roco, calciatore cileno
- 1992 - Sebastián Javier Rodríguez, calciatore uruguaiano
- 1992 - Diego Schwartzman, ex tennista argentino
- 1992 - Mehdi Sharifi, calciatore iraniano
- 1992 - Nur Tatar, taekwondoka turca
- 1992 - Denis Thomalla, calciatore tedesco
- 1992 - Fabián Viáfara, calciatore colombiano
- 1993 - Abdulla Abatsiyev, ex calciatore azero
- 1993 - Ameer Abdullah, giocatore di football americano statunitense
- 1993 - Katrin Beierl, bobbista austriaca
- 1993 - Renato César, calciatore uruguaiano
- 1993 - Jake Fisher, giocatore di football americano statunitense
- 1993 - Trey Flowers, giocatore di football americano statunitense
- 1993 - Erik Godoy, calciatore argentino
- 1993 - Kento Hashimoto, calciatore giapponese
- 1993 - Ceren Koç, attrice turca
- 1993 - Diego Llorente, calciatore spagnolo
- 1993 - Tre Madden, giocatore di football americano statunitense
- 1993 - Cameron Monaghan, attore e modello statunitense
- 1993 - Friedel Morgenstern, doppiatrice e attrice tedesca
- 1993 - Stephen Mozia, pesista nigeriano
- 1993 - Reuben Noble-Lazarus, ex calciatore inglese
- 1993 - Stéphan Raheriharimanana, ex calciatore malgascio
- 1993 - Rodrigo Costa, giocatore di beach soccer brasiliano
- 1993 - Victoria Swarovski, cantante pop e conduttrice televisiva austriaca
- 1993 - Fabrizio Tavano, calciatore messicano
- 1993 - Joe Thomasson, cestista statunitense
- 1993 - Taylor Washington, calciatore statunitense
- 1994 - David Arshakyan, calciatore russo
- 1994 - Jens Burman, fondista svedese
- 1994 - Aleksandr Gorbacevič, slittinista russo
- 1994 - Koray Günter, calciatore tedesco
- 1994 - Eili Harboe, attrice norvegese
- 1994 - Airi Hatakeyama, ginnasta giapponese
- 1994 - Lucas Janson, calciatore argentino
- 1994 - Jesika Malečková, tennista ceca
- 1994 - Julian Pollersbeck, calciatore tedesco
- 1994 - Mike Thomas, giocatore di football americano statunitense
- 1994 - Naoki Usui, giocatore di football americano giapponese
- 1995 - Salvatore Cavallaro, pugile italiano
- 1995 - Quinn Dornstauder, cestista canadese
- 1995 - Borja Fernández, calciatore spagnolo
- 1995 - Heo Hun, cestista sudcoreano
- 1995 - Mohd Irfan, discobolo malaysiano
- 1995 - Josip Juranović, calciatore croato
- 1995 - Manu Lecomte, cestista belga
- 1995 - Ajuma Nasenyana, modella keniota
- 1995 - David Niepsuj, calciatore tedesco
- 1995 - Terézia Páleníková, cestista slovacca
- 1995 - Marco Schwarz, sciatore alpino austriaco
- 1995 - V″jačeslav Tankovs'kyj, calciatore ucraino
- 1995 - James Young, cestista statunitense
- 1996 - Abdullah Al-Khaibari, calciatore saudita
- 1996 - Lovre Brečić, taekwondoka croato
- 1996 - Sophie Cunningham, cestista statunitense
- 1996 - Rieke Dieckmann, calciatrice tedesca
- 1996 - Pavel Dolgov, calciatore russo
- 1996 - Caeleb Dressel, nuotatore statunitense
- 1996 - Bárbara Gatica, tennista cilena
- 1996 - Augustine, cantante svedese
- 1996 - Stanko Jurić, calciatore croato
- 1996 - Mads Kaalund, calciatore danese
- 1996 - Roman Kokoško, pesista ucraino
- 1996 - Maximilian Lahnsteiner, ex sciatore alpino austriaco
- 1996 - D.J. Laster, cestista statunitense
- 1996 - Assane Ndoye, cestista francese
- 1996 - Tim Oberdorf, calciatore tedesco
- 1996 - Il'ja Pomazun, calciatore russo
- 1996 - Jamie Ritchie, rugbista a 15 britannico
- 1996 - Denis Spicov, fondista russo
- 1996 - Tarvarius Moore, giocatore di football americano statunitense
- 1996 - Rashad Vaughn, cestista statunitense
- 1996 - Quincy Wilson, giocatore di football americano statunitense
- 1997 - José María Carrasco, calciatore boliviano
- 1997 - Miguel Castro, ex calciatore peruviano
- 1997 - Greyson Chance, pianista, cantante e youtuber statunitense
- 1997 - Piper Curda, attrice e cantante statunitense
- 1997 - Mattia Gori, hockeista su pista italiano
- 1997 - Anastasija Guženkova, nuotatrice russa
- 1997 - Tilly Keeper, attrice britannica
- 1997 - Paola Lanzilotti, nuotatrice italiana
- 1997 - Aihen Muñoz, calciatore spagnolo
- 1997 - Facundo Nadalín, calciatore argentino
- 1997 - Sumit Nagal, tennista indiano
- 1997 - Henrich Ravas, calciatore slovacco
- 1997 - Joao Joshimar Rojas, calciatore ecuadoriano
- 1998 - Gonzalo Goñi, calciatore argentino
- 1998 - Cyril Langevine, cestista guyanese
- 1998 - Dominic Lobalu, mezzofondista sudsudanese
- 1998 - Aimé Mabika, calciatore zambiano
- 1998 - Alex Raffaelli, hockeista su pista italiano
- 1998 - Antoine Winfield Jr., giocatore di football americano statunitense
- 1998 - Martin Zlomislić, calciatore bosniaco
- 1999 - Matheus Davó, calciatore brasiliano
- 1999 - Karen Chen, pattinatrice artistica su ghiaccio statunitense
- 1999 - Mickaël Cuisance, calciatore francese
- 1999 - Álvaro Djaló, calciatore spagnolo
- 1999 - Omar El Gouzi, ciclista su strada italiano
- 1999 - Bert Esselink, calciatore olandese
- 1999 - Abdulla Idrees, calciatore emiratino
- 1999 - Tommi Jyry, calciatore finlandese
- 1999 - Adam Kopas, calciatore slovacco
- 1999 - Iago Mendonça, calciatore brasiliano
- 1999 - Gabriel Motta, giocatore di calcio a 5 brasiliano
- 1999 - Francisco Moura, calciatore portoghese
- 1999 - Mark Smith, cestista statunitense
- 1999 - Özge Törer, attrice turca
- 1999 - Jaron Vicario, calciatore olandese
- 1999 - Hiroto Yamami, calciatore giapponese
- 2000 - Victoire Berteau, pistard e ciclista su strada francese
- 2000 - Héctor Cuéllar, calciatore boliviano
- 2000 - Laurie Denommee, ginnasta canadese
- 2000 - Evgenija Levanova, ginnasta russa
- 2000 - Hilma Lövblom, sciatrice alpina svedese
- 2000 - Elijah Canlas, attore e modello filippino
- 2000 - Anastasija Moskalenko, atleta paralimpica ucraina
- 2000 - Jon Ander Olasagasti, calciatore spagnolo
- 2000 - Houssem Tka, calciatore tunisino
- 2000 - Alondra Vázquez, pallavolista portoricana

## XXI secolo(24)
- 2001 - Danielle Aitchison, atleta paralimpica neozelandese
- 2001 - Alejandro Andrade, calciatore messicano
- 2001 - Vasilina Chandoška, nuotatrice artistica bielorussa
- 2001 - Willem Geubbels, calciatore francese
- 2001 - Kaan Gürbüz, pallavolista turco
- 2001 - Amadou Onana, calciatore belga
- 2001 - Riley Pickrell, ciclista su strada e pistard canadese
- 2001 - Karl Schöne, tuffatore tedesco
- 2001 - Jannik Sinner, tennista italiano
- 2002 - Oscar, rapper rumeno
- 2002 - Emma Graziani, pallavolista italiana
- 2002 - Jaden Hicks, giocatore di football americano statunitense
- 2002 - Hwang Jae-won, calciatore sudcoreano
- 2002 - Talia Ryder, attrice statunitense
- 2002 - Dominic Stricker, tennista svizzero
- 2003 - Iván Romeo, ciclista su strada spagnolo
- 2004 - Simon Ebonog, calciatore camerunese
- 2004 - Cvetomira Mitkova, pallavolista bulgara
- 2004 - Kai Owens, sciatrice freestyle statunitense
- 2005 - Lautaro Millán, calciatore argentino
- 2005 - Santiago Rublico, calciatore filippino
- 2006 - George Ilenikhena, calciatore nigeriano
- 2007 - Seth Carr, attore statunitense
- 2007 - Moisés Paniagua, calciatore boliviano